# Желдикара
Желдика́ра (каз. Желдіқара) — село у складі Аягозького району Абайської області Казахстану. Входить до складу Минбулацького сільського округу.
Населення — 59 осіб (2021; 235 у 2009, 341 у 1999, 450 у 1989).
Національний склад станом на 1989 рік:
- казахи — 100 %

У радянські часи село називалось також Ферма 1-ша совхоза Минбулак.